# ریچارد بوکستون
ریچارد بوکستون (به انگلیسی: Richard Buxton) (زاده ۱۷۸۶–مرگ ۱۸۶۵) کفاش فقیر اهل منچستر بود که در قرن ۱۹ میلادی در انگلستان به یک گیاه‌شناس مورد احترام تبدیل شد. او به‌صورت خودآموز، در سال ۱۸۴۹ میلادی به راهنمای گیاه‌شناسی یکی از متون استاندارد گیاه‌نامه تبدیل شد که در ناحیه منچستر یافت می‌شد.

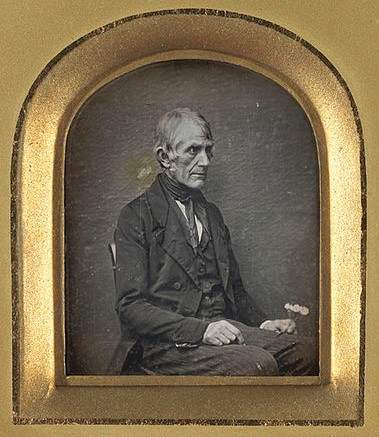
ریچارد بوکستون در سن ۶۵ سالگی